# 儚くない (SUPER BEAVERの曲)
「儚くない」（はかなくない）は、SUPER BEAVERの18枚目のシングル。2023年6月28日にソニー・ミュージックレコーズよりリリースされた。

## 概要
前作「グラデーション」より約2ヶ月ぶりとなるシングル。表題曲はワーナー・ブラザース映画配給映画『東京リベンジャーズ2 血のハロウィン編 -決戦-』主題歌となっている。
初回生産限定盤には、表題曲「儚くない」MVと、映画で実際に使用された廃車場のセットでパフォーマンスした「グラデーション」MVと「名前を呼ぶよ」スペシャル映像。さらに、そのドキュメンタリー映像がBlu-ray Discにて収録されている。

## 収録曲
全曲作詞・作曲：柳沢亮太、編曲：SUPER BEAVER
1. 儚くない
2. グラデーション -Acoustic ver.-

### 初回生産限定盤Blu-ray
1. 儚くない (Music Video)
2. 儚くない (Music Video -Behind The Scenes-)
3. グラデーション (Music Video)
4. 名前を呼ぶよ (SUPER BEAVER×東京リベンジャーズ2 Music Video)
5. SUPER BEAVER×東京リベンジャーズ2 Music Video -Behind The Scenes-